# Anthicus blackwelderi
Anthicus blackwelderi es una especie de coleóptero de la familia Anthicidae.

## Distribución geográfica
Habita en Jamaica.